# Tramwaje w Angoulême

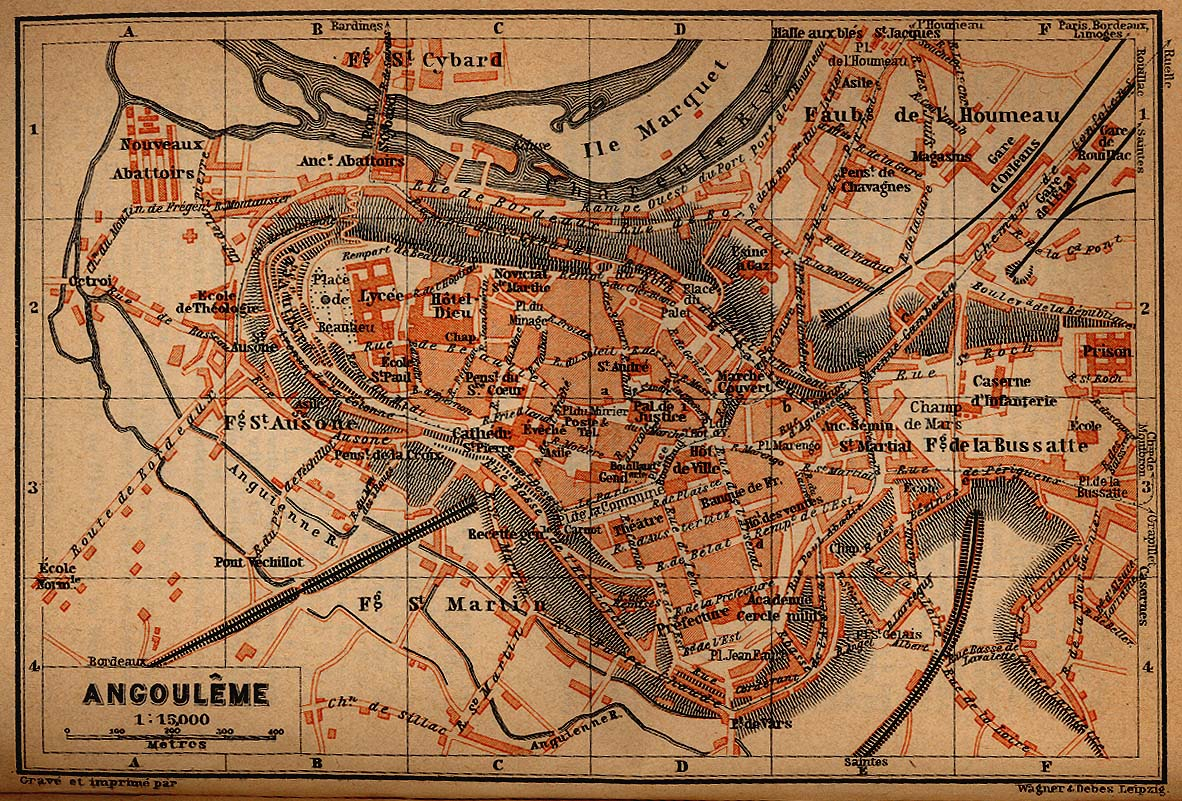
Plan miasta z 1914

Tramwaje w Angoulême − zlikwidowany system komunikacji tramwajowej we francuskim mieście Angoulême, działający w latach 1900−1933. 

## Historia
Tramwaje w Angoulême uruchomiono 17 grudnia 1900 na dwóch trasach. W kolejnych latach sieć rozbudowano i składała się z 5 linii, a 2 kwietnia 1916 otwarto szóstą linię do Basseau. Do obsługi sieci posiadano 22 wagony silnikowe o długości 9 metrów. Tramwaje zastąpiono w grudniu 1933 autobusami. 